# Garifuna (volk)
De Garifuna of Garífuna zijn een etnische groep in het Caribisch Gebied, afstammend van een vermenging van Indianen en Afrikanen. Zij worden soms ook Black Caribs genoemd. Er zijn naar schatting zo'n 200.000 Garifuna in Centraal-Amerika (Honduras, Nicaragua, Belize, Guatemala) en de Verenigde Staten. Eigenlijk verwijst de term 'Garifuna' naar het individu en de taal, terwijl Garinagu de meervoudsvorm en de collectieve aanduiding is voor het volk. Maar deze officiële meervoudsvorm “Garinagu” wordt in het dagelijkse spraakgebruik nooit gebruikt.
De Afrikanen zouden afstammen van slaven die vanuit Afrika naar Amerika werden verscheept. Het schip leed schipbreuk en de overlevenden vestigden zich op het eiland St. Vincent. De Engelsen, die het eiland in bezit hadden, verscheepten ze vervolgens naar Roatán, voor de kust van Honduras. Uit eigen beweging vertrokken ze toen naar het vasteland, waar ze zich over de Caribische kust van Centraal-Amerika verspreidden met een grote concentratie in Honduras.
De taal van de Garífunas is het Garífuna, een indiaanse Arawaktaal met Engelse, Spaanse en Afrikaanse invloeden. Garífunas wonen traditioneel in hutten van palmbladeren op het strand, waar ze leven van visvangst. Langzamerhand vestigen Garífunas zich ook in de steden, met name in San Pedro Sula en La Ceiba.